# ボレル正則測度
数学の分野において、n-次元ユークリッド空間 Rn 上の外測度 μ は、次の二つの条件が成り立つとき、ボレル正則測度（ボレルせいそくそくど、英: Borel regular measure）と呼ばれる。
- すべてのボレル集合 B ⊆ Rn が、カラテオドリの条件における意味で、μ-可測：すなわち、すべての A ⊆ Rn に対して

{\displaystyle \mu (A)=\mu (A\cap B)+\mu (A\setminus B).}
- すべての（必ずしも μ-可測ではない）集合 A ⊆ Rn に対して、A ⊆ B および μ(A) = μ(B) であるようなボレル集合 B ⊆ Rn が存在する。

これら二条件の内、初めの一つのみを満たすような外測度はボレル測度（Borel measure）と呼ばれる。一方、二つ目の条件のみを満たすような外測度は正則測度（regular measure）と呼ばれる。
Rn 上のルベーグ外測度は、ボレル正則測度の一例である。
ボレル正則測度は、ここでは（可算劣加法的であるだけの）「外」測度として導入したが、もしボレル集合に制限されるなら完全な（可算加法的な）測度となる。